# U-1221
O U-1221 foi um submarino do tipo IXC/40 U-Boot feito pela Alemanha Nazista durante a Segunda Guerra Mundial.

## Design
Submarinos alemães tipo IXC/40 eram maiores do que o original Tipo IXCs. U-1221 houve um deslocamento de 1,144 toneladas (1,126 tonelada longas) quando na superfície e 1,257 toneladas (1,237 tonelada longas) enquanto submerso. O submarino tinha um comprimento total de 76.76 metros, a casco de pressão comprimento tinha 58,76 metros, a feixe, de 6,86 metros, uma altura de 9,60 metros (31 ft 6 in), e a projecto de 4,67 metros (15 ft 4 in). Ela tinha dois eixos e dois 1,92 metros (6 pé) hélices. O barco era capaz de operar em profundidades de até 230 metros (750 pé).

## Serviço Histórico
O U-1221 foi encomendado em 25 de agosto de 1941 em Deutsche Werfit, em Hamburgo, com o número de registro 384.
Em 20 de janeiro de 1944, Kölzer entregou o comando ao Oberleutnant zur See Paul Ackermann (Tripulação XII/39), que a levou em sua primeira e única patrulha no Atlântico Ocidental de 20 de agosto a 28 de novembro de 1944.
Durante um ataque aéreo pelo Eight Air Force em Kiel, o U-1221 foi atingindo por 2 bombas em 3 de abril de 1945. O U-boat afundou imediatamente.